# Lincoln County, Oklahoma
Lincoln County är ett administrativt område i delstaten Oklahoma, USA, med 34 273 invånare. Den administrativa huvudorten (county seat) är Chandler.

## Geografi
Enligt United States Census Bureau har countyt en total area på 2 501 km². 2 481 km² av den arean är land och 20 km² är vatten.

### Angränsande countyn
- Payne County - nord
- Creek County - nordost
- Okfuskee County - sydost
- Pottawatomie County - syd
- Oklahoma County - sydväst
- Logan County - nordväst

### Orter
- Agra
- Carney
- Chandler (huvudort)
- Davenport
- Fallis
- Kendrick
- Meeker
- Sparks
- Tryon
- Warwick
- Wellston